# 北青毛堀川
北青毛堀川（きたあおげぼりかわ）は、埼玉県加須市を流下する河川である。

## 概要
この北青毛堀川は周辺の水田や沼沢地からの排水路として開削された農業排水路であり、南方を並行して流下する南青毛堀川に対し北方を流下していることから北青毛堀川という名称がついた。略称として北青毛堀（きたあおげぼり）とも称される。また、下流河川である青毛堀川が「オオゲ ボリ」と呼称されることがあるため、「キタ オオゲボリ」と称されることもある。これは「青毛堀川」という名称の由来となっている、かつての埼玉郡青毛村（現在の久喜市青毛）の呼称に因る。流域周辺は一部集落の周辺を流下するが、ほとんどの区間では水田などの農地となっている。なお、詳細な流路に関しては以下の流路節を参照されたい。南青毛堀川との合流地点には「一級河川青毛堀川起点」の碑が設けられている。

## 流路
- 水源：加須市串作[2]や平永周辺[4]の水田などからの農業排水
- 串作の東部の農地を東南東に向かい流下する。
- 流域が志多見となり、集落に至った付近より南へと流路を変え約200m程流下し、再び東南東へと流路を変え志多見南部を流下する。
- 平永を東南東へと流下し、国道122号を東側へと横断し東へと流路を変え約900m程流下したところで北東へと流路を変え流下する。
- 馬内に入り約150m程流下したところでほぼ直角に流路を変え、東南東に向かい馬内の南部を流下する。
- 礼羽を約200m程流下し、礼羽（北側）と上高柳（南側）の境界を成しながら東南東へ流下する。
- やがて両岸とも上高柳となり、上高柳の北部を南東・東南東へと流下する。途中東方へと流下する花崎用水が通水橋で北青毛堀川の北側へと横断する。
- 下高柳を東南東へと流下し、加須菖蒲線の西側にて西方より流下してくる南青毛堀川と合流し、流末が青毛堀川となり終点となる。
- 終点：青毛堀川

## 橋梁

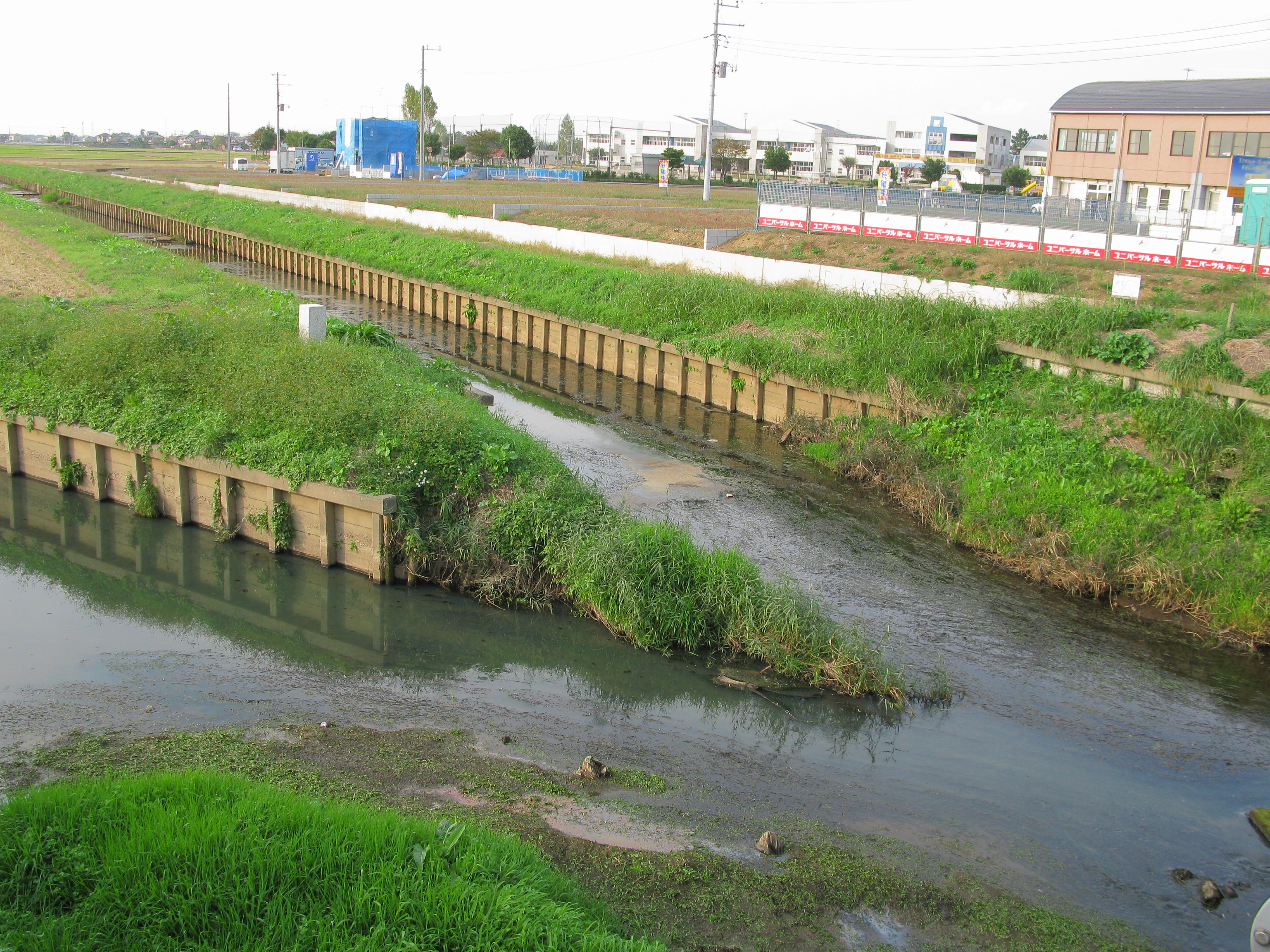
北青毛堀川と南青毛堀川の合流点

- （国道122号）
- 新中堀橋（埼玉県道305号礼羽騎西線）
- 中堀橋（埼玉県道38号加須鴻巣線）
- 花崎用水の通水橋

## 流域周辺所在の施設
- 加須市立志多見小学校
- ほくさい農業協同組合 埼玉志多見カントリーエレベーター
- サカタのタネ
- 加須クリーンセンター
- いなほの湯
- 加須市立加須南小学校
- ビバモール加須